# Armadura de escamas

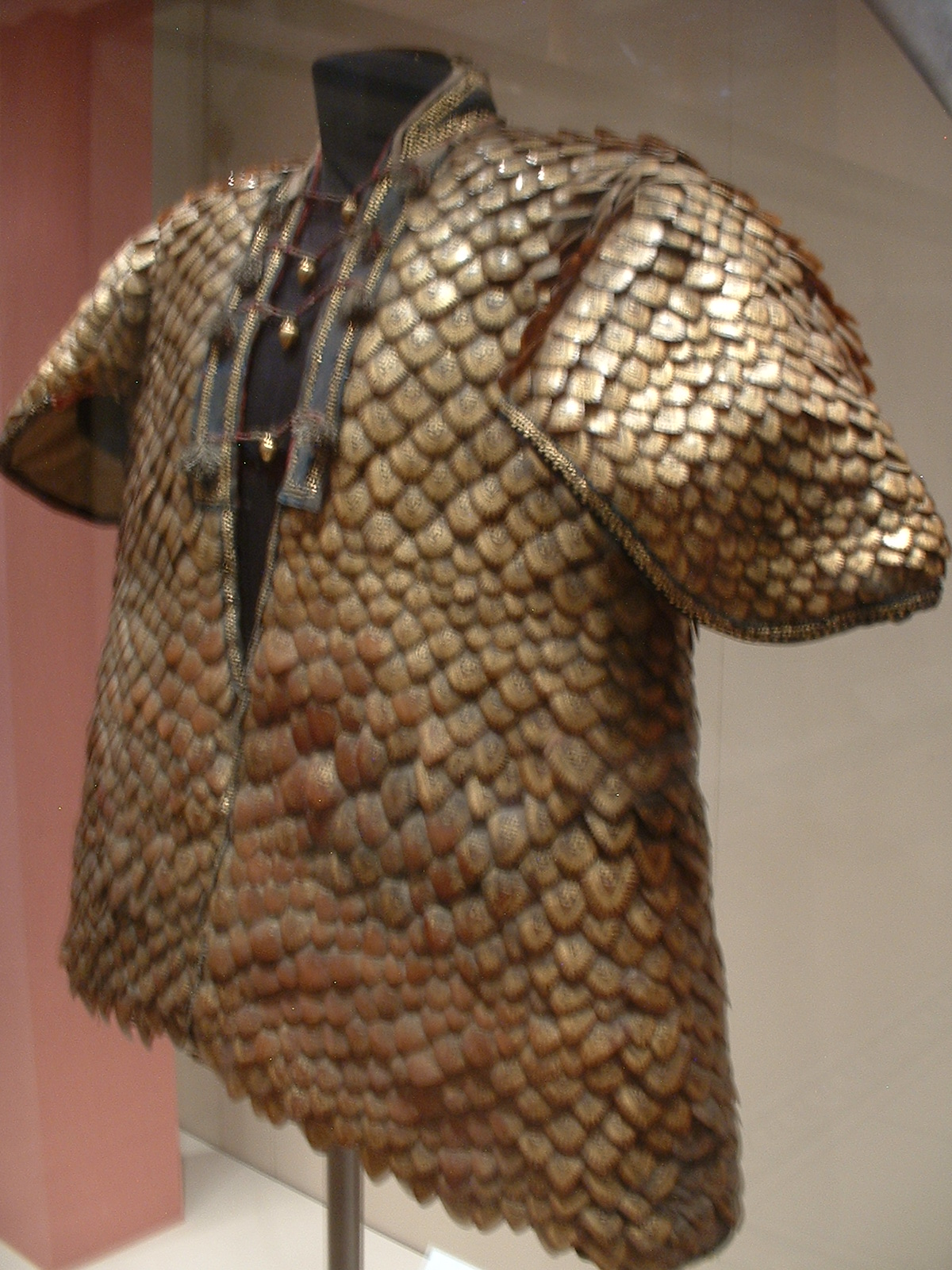
Armadura de escamas do séxulo XIX.

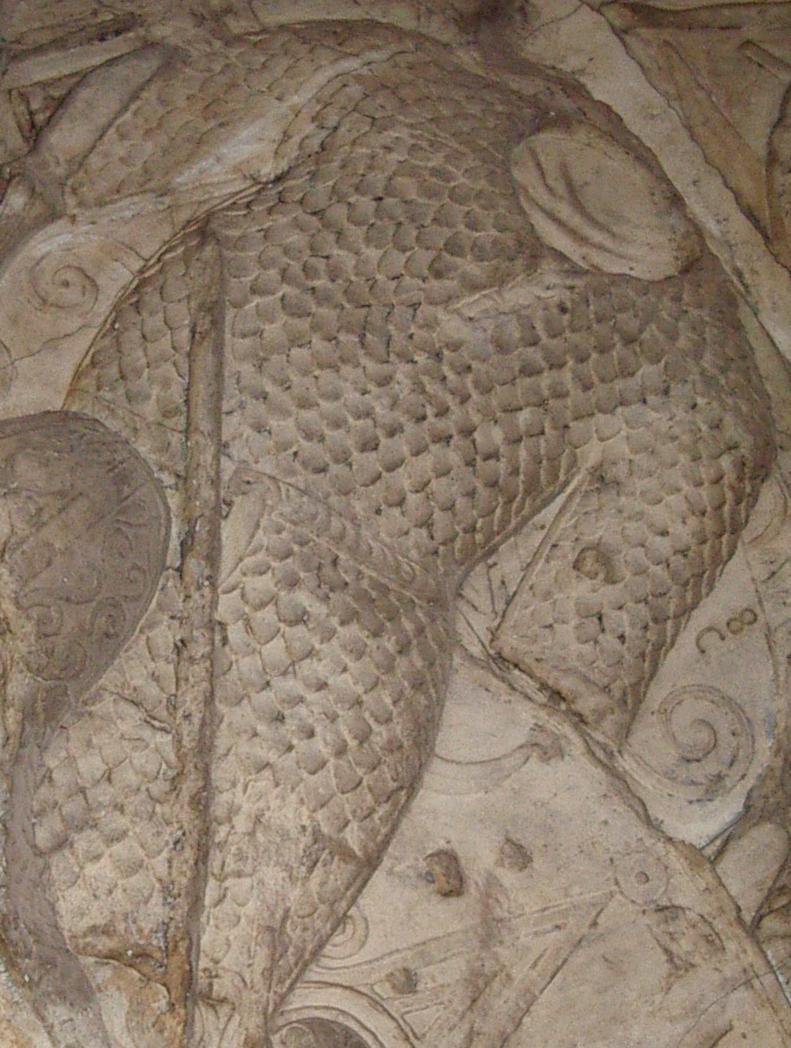
Armadura de escama dácia esculpida na coluna de Trajano.

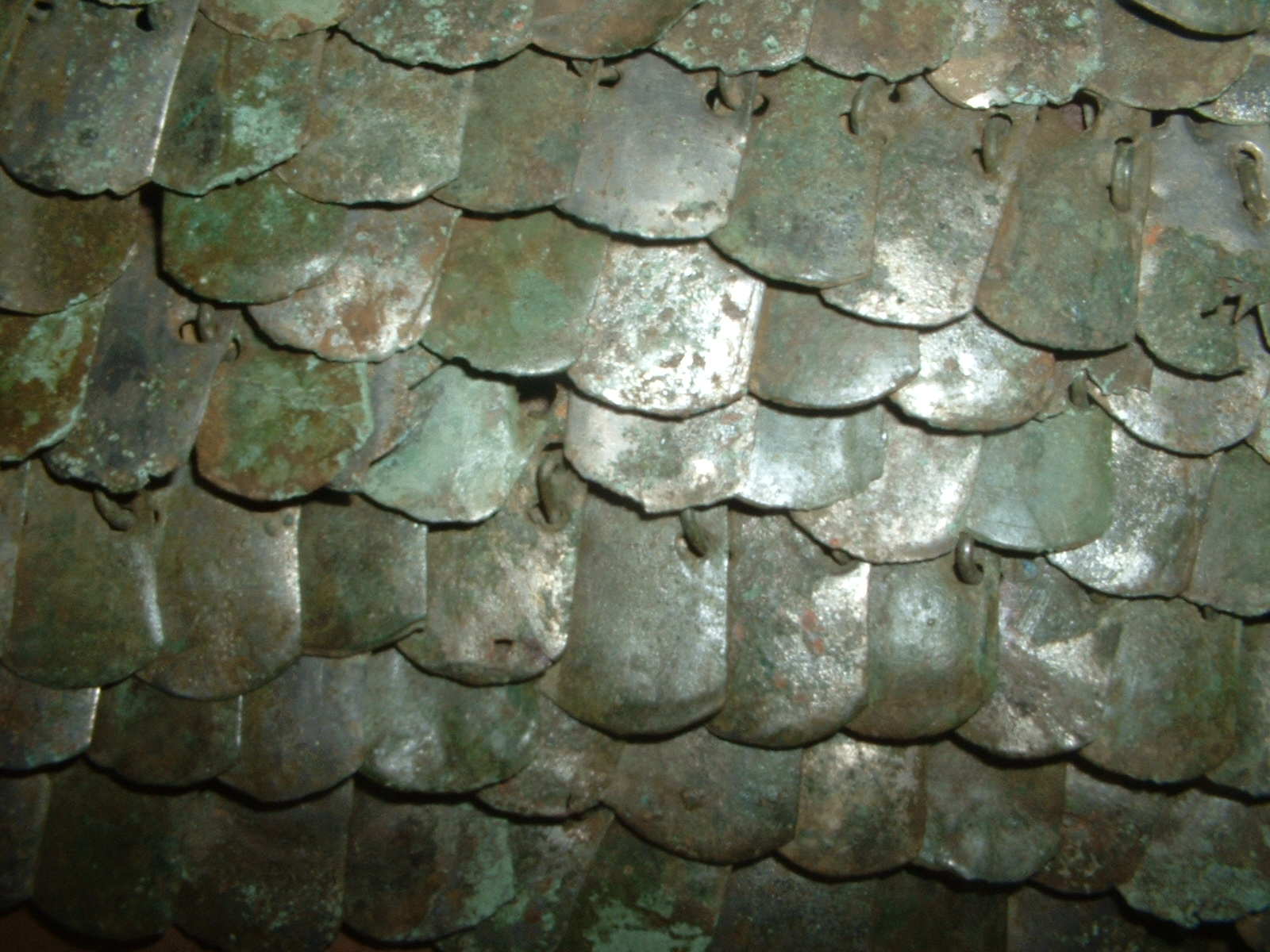
Fragmento de Lorica squamata.

A armadura de escamas é uma forma primitiva de armadura que consiste em várias escamas de armadura pequenas e individuais (placas) de vários tamanhos ligadas umas as outras e a um suporte de tecido ou couro em linhas sobrepostas. Armaduras de escama foram vestidas por guerreiros de muitas culturas diferentes bem como seus cavalos. O material usado para fazer as escamas variou e incluía bronze, ferro, couro cru, couro, cuir bouilli, sementes, chifre, escama de pangolim e, na China Antiga, papel. As variações são primeiramente o resultado da disponibilidade do material.

## Tipos
Armadura de escamas é uma armadura na qual as escamas individuais são costuradas ou atadas ao suporte por uma ou mais bordas e dispostos em linhas semelhantes às escamas de um peixe/réptil ou telhas sobrepostas. Lorica squamata é uma antiga armadura romana deste tipo, e gyorin kozane é o nome japonês (samurai) para este tipo de armadura de escamas. Outros tipos de armaduras feitas de escamas individuais mas construídas de uma maneira diferente, tendo seus próprios nomes tais como a armadura lamelar onde as escamas individuais são perfuradas em várias ou todas as arestas e firmemente atadas umas as outras em linhas onduladas retas e não precisam ser ligadas ao suporte. Os romanos também tinham uma variante chamada lorica plumata na qual as escamas eram atadas à cota de malha.

## História
Cavalos cobertos com armaduras de escamas são mencionados no milenar livro de poesia chinesa Clássico da Poesia. Os guerreiros montados citas parecem ter usado armadura de escamas ou possivelmente lamelar, ambas evidentes de ilustrações contemporâneas e achados funerários nos Kurgans. As armaduras foram feitas de pequenas placas de ferro ou bronze; exclusivo para os citas, ca. 20% das mulheres encontradas em túmulos estavam vestidas para guerra, algumas incluindo armadura, que pode ter inspirado os contos gregos das Amazonas. De acordo com a declaração de Heródoto, os antigos persas usavam túnicas com mangas de cores diversas, tendo sobre elas escamas de ferro da forma de escamas de peixe; e esta comparação não deixou dúvida de que significavam armaduras de escama, e não cotas de malha.
As escamas individuais usadas para construir a armadura romana são chamadas squamae ou squama. Durante a época romana a armadura de escamas (lorica squamata) foi uma alternativa popular para a cota de malha (lorica hamata) uma vez que oferecia uma proteção melhor contra contusão. Foi também amplamente usada nos impérios do Oriente Médio tais como os Estados persas (impérios Parta e Sassânida) e o Império Bizantino. Nestas áreas as escamas foram comumente côncavas (isto é, com um efeito tigela de uma depressão produzida através de marteladas em uma peça plana de metal) de modo a proporcionar uma proteção extra por uma escama arredondada.
Escamas individuais japonesas (samurai) são chamadas kozane. Armaduras de escamas japonesas construídas de escamas do tipo peixe (gyorin kozane) teriam sido construídas no Japão desde pelo menos o período Fujiwara (século XI). " Um tipo primitivo de cinto japonês, o laminae único de couro cozido, cortado e batido em forma de escamas de peixe."